# Туггурт
Туггурт (араб. تبسة; бербер. ) — місто на північному сході центральної частини Алжиру, на території вілаєта Уаргла. Туггурт є центром однойменного округу Населення — 39 000 осіб (за оцінкою 2008 року) .

## Географія
Місто розташоване на північному сході центральної частини Алжиру, на околиці пустелі Сахара. За 165 км на південний захід знаходиться Уаргла — адміністративний центр провінції, за 95 км на північний схід — місто Ель-Уед .

## Економіка
Основу економіки міста складає сільське господарство. Навколо Туггурта вирощуються фініки, злакові та овочі. Також присутнє скотарство . Частина місцевих жителів займається пошиттям одягу і тканин килимів .
Туггурт з'єднаний автошляхами й залізницею з великими містами країни. За 10 км на південь від міста розташований найближчий аеропорт .

## Пам'ятки
У Туггурт збереглося чимало старих глинобитних будинків і споруд. Головними пам'ятками міста є міська мечеть і усипальниця, під куполом якої поховані всі правителі міста .